# Хосе Вісенте Санчес
Хосе Вісенте Санчес (ісп. José Vicente Sánchez, нар. 8 жовтня 1956, Барселона), відомий за прізвиськом Тенте Санчес (ісп. Tente Sánchez) — іспанський футболіст, що грав на позиції півзахисника, зокрема, за «Барселону», а також національну збірну Іспанії.
Чемпіон Іспанії. Триразовий володар Кубка Іспанії. Володар Суперкубка Іспанії з футболу. Дворазовий володар Кубка Кубків УЄФА. 

## Клубна кар'єра
Народився 8 жовтня 1956 року в Барселоні. Вихованець футбольної школи клубу «Барселона». Дорослу футбольну кар'єру розпочав 1975 року в основній команді того ж клубу, в якій провів одинадцять сезонів, взявши участь у 236 матчах чемпіонату. Більшість часу, проведеного у складі «Барселони», був основним гравцем команди і виграв у її складі низку національних і європейських трофеїв.
Згодом протягом 1986—1988 років захищав кольори команди клубу «Реал Мурсія», а завершив професійну ігрову кар'єру у клубі «Сабадель», за команду якого виступав протягом 1988—1990 років.

## Виступи за збірні
1977 року залучався до складу молодіжної збірної Іспанії. На молодіжному рівні зіграв у 3 офіційних матчах.
1978 року дебютував в офіційних матчах у складі національної збірної Іспанії. Протягом кар'єри у національній команді, яка тривала 7 років, провів у формі головної команди країни 14 матчів.
У складі збірної був учасником домашнього для іспанців чемпіонату світу 1982 року, на якому взяв участь у чотирьох з п'яти ігор своєї команди на турнірі.

## Титули і досягнення
- Чемпіон Іспанії (1):

«Барселона»: 1984-1985
- Володар Кубка Іспанії (3):

«Барселона»: 1977-1978, 1980-1981, 1982-1983
- Володар Кубка іспанської ліги (2):

«Барселона»: 1983, 1986
- Володар Суперкубка Іспанії (1):

«Барселона»: 1983
- Володар Кубка Кубків УЄФА (2):

«Барселона»: 1978-1979, 1981-1982